# Katarzyna Starowicz-Bubak
Katarzyna Starowicz-Bubak (ur. 12 września 1976) – polska neurofarmakolog, doktor habilitowana nauk medycznych w dyscyplinie biologia medyczna, od 2021 profesor nauk medycznych i nauk o zdrowiu. Specjalizuje się w strategiach leczenia bólu przewlekłego, zwłaszcza w podnoszeniu skuteczności leczenia bólu neuropatycznego oraz bólu związanego z chorobą zwyrodnieniową stawów, przez ukierunkowanie terapii na endogenny układ kanabinoidowy. Profesor w Instytucie Farmakologii im. Jerzego Maja PAN w Krakowie. 
Edukacja i kariera naukowa
Katarzyna Starowicz-Bubak ukończyła biotechnologię na Uniwersytecie Jagiellońskim w Krakowie (2000). Stopień doktora nauk medycznych uzyskała w 2005 roku na Uniwersytecie w Utrechcie w Holandii. W 2013 roku zdobyła habilitację w Collegium Medicum Uniwersytetu Jagiellońskiego na podstawie badań nad rolą receptorów TRPV1 i CB1 w szlakach nocyceptywnych [https://wl.cm.uj.edu.pl/cm/uploads/2018/02/Starowicz-Bubak_Uchwala_RWL.pdf]. W 2021 roku otrzymała tytuł profesora nadany przez Prezydenta RP [https://isap.sejm.gov.pl/isap.nsf/download.xsp/WMP20210000411/O/M20210411.pdf].
Nagrody i wyróżnienia
Tytuł Fellow of the British Pharmacological Society (2024) [https://www.bps.ac.uk/news/articles/2024/2024-fellows-and-honorary-fellows-announced]; Mid-Career Award International Cannabinoid Research Society za wybitne osiągnięcia w badaniach nad kannabinoidami (2023) [https://pan.pl/prof-katarzyna-starowicz-bubak-nagrodzona-mid-career-award-przez-international-cannabinoid-research-society-icrs/]; ; Brązowy Krzyż Zasługi za zasługi dla rozwoju nauki (2020); Laureatka Nagrody Narodowego Centrum Nauki za wybitne osiągnięcia w naukach o życiu (2016) [https://ncn.gov.pl/o-ncn/nagroda-ncn/laureaci-2016];  Laureatka stypendium habilitacyjnego L'Oréal Polska – Dla Kobiet i Nauki (2012) [https://www.lorealdlakobietinauki.pl/stypendystki/katarzyna-starowicz-bubak/]; START Fellowship Fundacji na Rzecz Nauki Polskiej dla młodych naukowców (2005). 
Działalność dydaktyczna
Prof. Starowicz-Bubak była promotorką licznych prac doktorskich i magisterskich. Prowadzi wykłady z zakresu metodologii badań naukowych oraz farmakologii bólu, zarówno w Polsce, jak i za granicą. Jest również aktywną popularyzatorką nauki (m.in. https://pan.pl/podcast-a-o-tym-pan-slyszal/ oraz https://pan.pl/nieoczywista-medycyna-swiat-okiem-nauki-6/), organizując wykłady dla społeczności lokalnych i seniorów.
Członkostwo i funkcje
- Prezydent International Cannabinoid Research Society (2024–2025) [https://forumakademickie.pl/kadry/prof-katarzyna-starowicz-bubak-na-czele-icrs/ ; https://www.icrs.com/board-members-and-staff]
- Członkini Rady Naukowej Instytutu Farmakologii im. Jerzego Maja PAN (kadencje 2019–2022, 2023–2026), Rady Naukowej Instytutu Medycyny Doświadczalnej i Klinicznej im. M. Mossakowskiego PAN (kadencja 2019–2022) oraz Instytutu Chemii Fizycznej PAN (kadencja 2026-2026)
- Członkini Rady Programowej Polskiej Stacji PAN w Rzymie (2023–2026) [https://rzym.pan.pl/blog/2023/04/19/rada-programowa-przy-stacji-naukowej-pan-w-rzymie/]
- Członkini Komitetu Nauk Fizjologicznych i Farmakologicznych PAN przez dwie kadencje (2019–2023, 2024–2027); w obecnej kadencji (2024–2027) pełni funkcję sekretarza komitetu.  